# Protosilvius mackerrasi
Protosilvius mackerrasi är en tvåvingeart som beskrevs av David Fairchild 1962. Protosilvius mackerrasi ingår i släktet Protosilvius och familjen bromsar. Inga underarter finns listade i Catalogue of Life.